# Andriej Tichonowski
Andriej Iwanowicz Tichonowski, ros. Андрей Иванович Тихоновский (ur. 9 grudnia 1905 r. w stanicy Nowo-Korsupskaja w Obwodzie Wojska Kubańskiego, zm. ?) – radziecki wojskowy (wojeninżynier 2 rangi), propagandysta, a następnie członek Głównego Zarządu Wojsk Kozackich podczas II wojny światowej
W 1924 r. w stanicy Briuchowieckaja ukończył szkołę 2 stopnia. Od 1928 r. uczył się w Kubańskim Technikum Przemysłowym, ale nie zakończył nauki z powodu zmobilizowania do Armii Czerwonej w listopadzie 1929 r. Służył w kompanii chemicznej 28 Dywizji Strzelców Górskich. W październiku 1930 r. został zdemobilizowany, po czym rozpoczął naukę w wyższej szkole inżyniersko-budowlanej. Po jej ukończeniu w poł. 1932 r., został kursantem Akademii Wojskowo-Inżynierskiej Armii Czerwonej im. W. W. Kujbyszewa. W poł. 1933 r. ukończył ją, obejmując funkcję zastępcy szefa 2 sektora 2 oddziału Zarządu Szefa Inżynierów Armii Czerwonej. W poł. stycznia 1935 r. został zastępcą szefa 2 wydziału 1 oddziału Zarządu Inżynierskiego Armii Czerwonej. W tym samym roku otrzymał stopień wojeninżyniera 3 rangi. Na pocz. lutego 1939 r. mianowano go wojeninżynierem 2 rangi. Od poł. lutego 1940 r. pełnił funkcję szefa 25 odcinka budowlanego Osowieckiego Rejonu Umocnionego. Na pocz. marca 1941 r. tymczasowo został szefem wydziału batalionu drogowego w 72 zarządzie budowlanym. Późnym latem 1941 r. dostał się do niewoli niemieckiej. Przebywał w różnych obozach jenieckich. W końcu grudnia tego roku przeniesiono go do obozu w Lichterfelde pod Berlinem, gdzie wespół z gen. Dmitrijem J. Zakutnym opracowywał dla Niemców plany przerwania sowieckich rejonów umocnionych. Na pocz. marca 1942 r. osadzono go w obozie podporządkowanym Ministerstwu ds. Okupowanych Terytoriów Wschodnich, skąd trafił do obozu dla propagandystów ukraińskich. Od pocz. 1943 r. przechodził szkolenie propagandowe w obozie w Wustrau. Wiosną 1944 r. wszedł w skład Głównego Zarządu Wojsk Kozackich, otrzymując stopień starsziny wojskowego. W lutym 1945 r. wraz z członkami Zarządu wyjechał do Północnych Włoch, gdzie w rejonie Tolmezzo przyłączył się do Kozackiego Stanu. Od marca tego roku znajdował się w rezerwie oficerskiej sztabu. 8 maja wraz z resztą Kozaków poddał się Brytyjczykom. Pod koniec maja został wydany Sowietom. Wiadomo, że został osądzony przez trybunał wojskowy, ale jego dalsze losy są nieznane.